# (58534) Logos
(58534) Logos ist ein Kuipergürtelobjekt, das am 4. Februar 1997 von Chad Trujillo, Jun Chen, David C. Jewitt, Jane X. Luu entdeckt wurde. Es hat einen Durchmesser von 80 km und bildet mit seinem etwa 66 km großen Begleiter Zoe ein Doppelsystem. Logos und Zoe umkreisen die Sonne einmal in 306 Jahren. Logos wurde als Cubewano klassifiziert.